# Großhettstedt

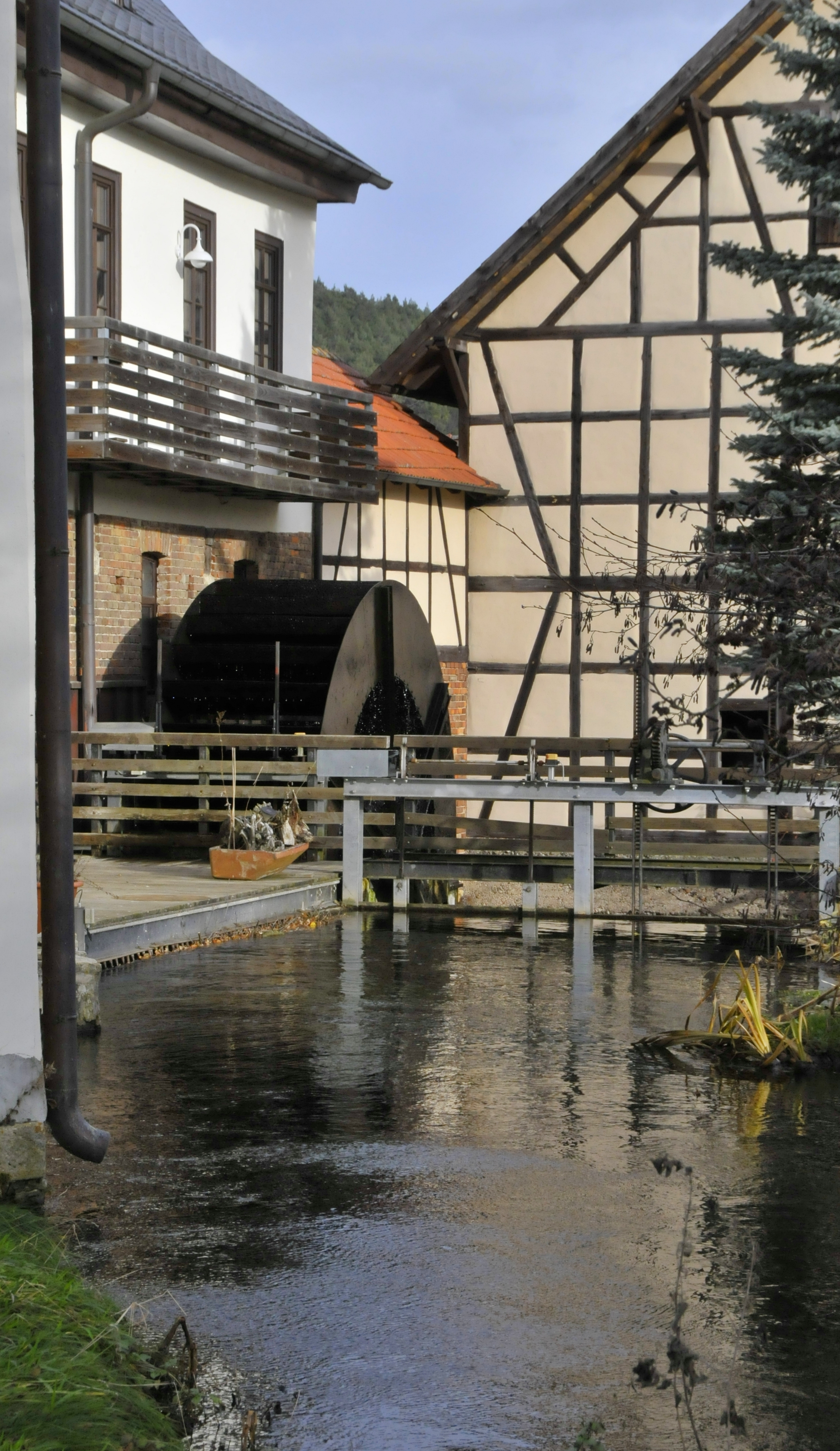
Blick auf die Mühle in Großhettstedts Mitte

Großhettstedt ist ein Ortsteil der Stadt Stadtilm im Ilm-Kreis (Thüringen) mit etwa 260 Einwohnern.

## Geografie

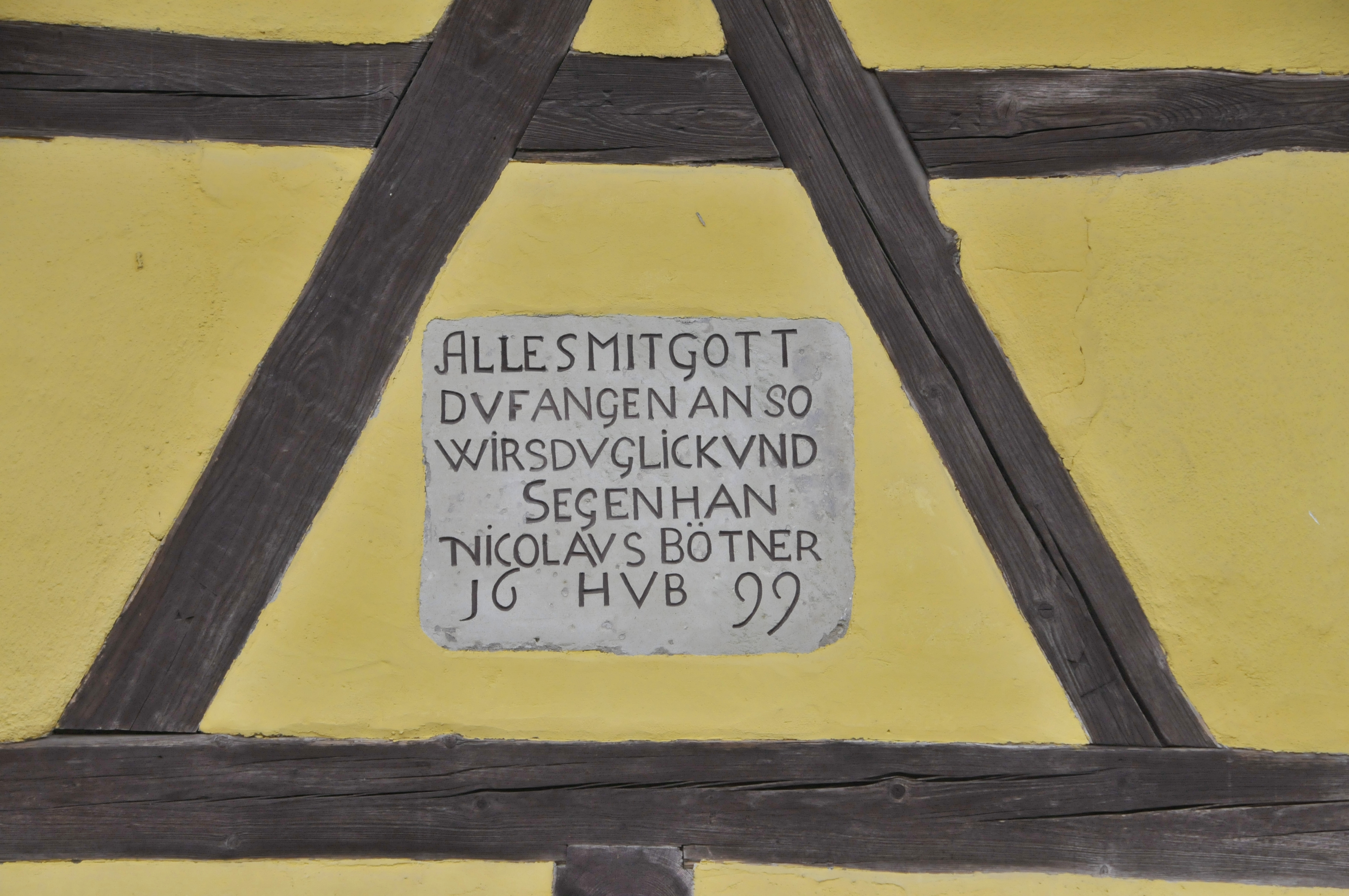
Inschrift an der alten Mühle

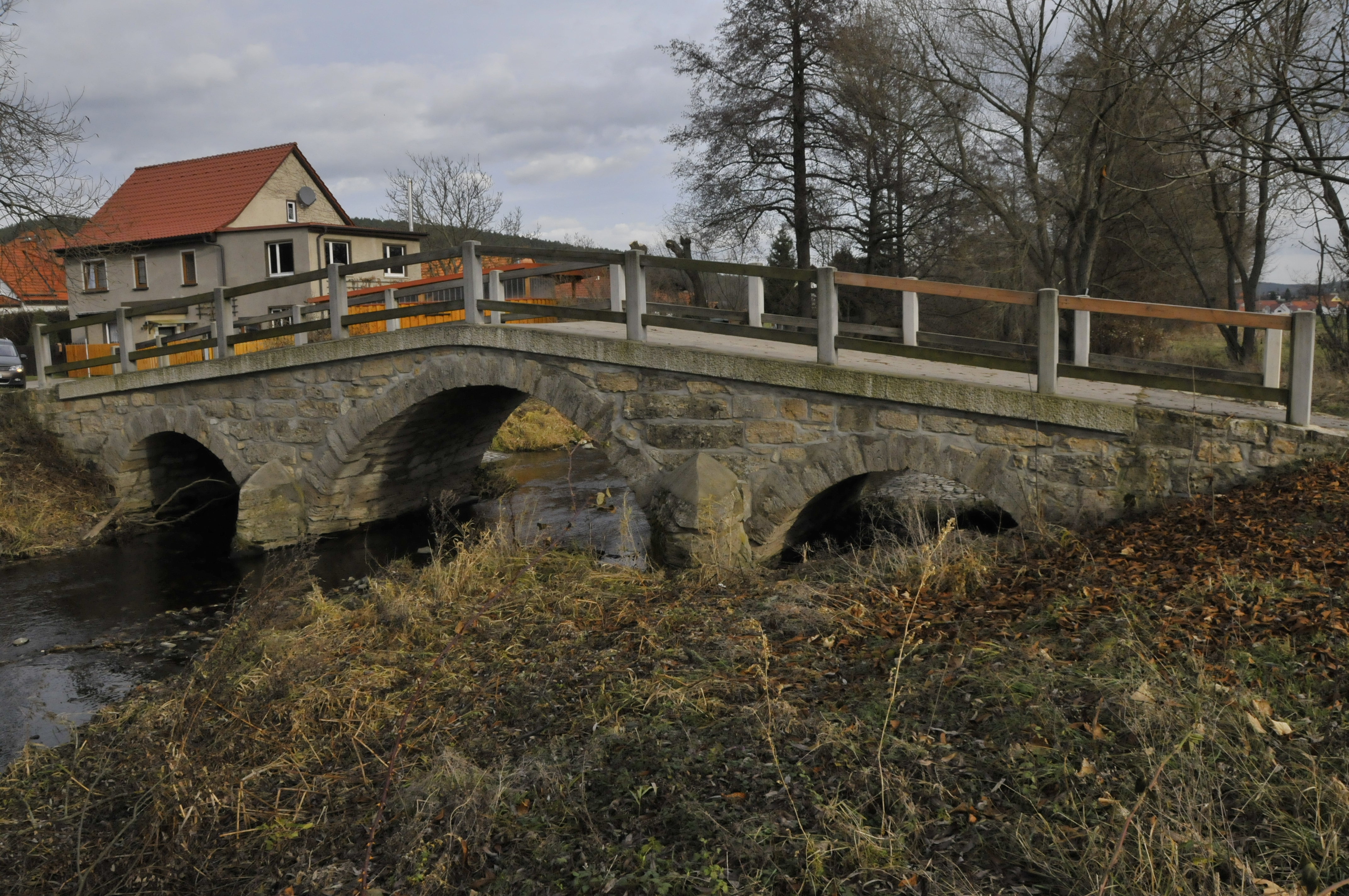
Romanische Steinbogenbrücke mit unmittelbar dahinter liegender Furt

Großhettstedt liegt im Tal der Ilm zwischen Stadtilm im Süden und Dienstedt im Norden in etwa 330 Metern Höhe. Nördlich des Ortes liegt der Südostrand des Thüringer Beckens, das hier steil zum Tal der Ilm abfällt. Hier liegt der 445 Meter hohe Hettstedter Berg. Südlich der Ilm beginnt die Ilm-Saale-Platte, die sich hier zum Großen Kalmberg (547 m) erhebt. Während Großhettstedt auf der Nordseite der Ilm liegt, befindet sich nur wenig entfernt auf der Südseite der Ort Kleinhettstedt. Großhettstedt ist ein Straßendorf, das sich an der Landesstraße 3087 aufreiht.

## Geschichte
Das Bestimmungswort des Ortsnamens deutet auf einen der beiden in der 2. Hälfte des 7. und am Anfang des 8. Jahrhunderts regierenden thüringisch-fränkischen Herzöge Heden I. oder Heden II. Obwohl (Groß-)Hettstedt erst 1140 erstmals erwähnt wurde, bestand hier bereits im frühen Mittelalter eine Burg, die Wolfgang Timpel vom Museum für Ur- und Frühgeschichte Thüringens archäologisch nachweisen konnte. Nach neueren Forschungen war der Ort Mittelpunkt eines herzoglichen, später königlichen Gutskomplexes aus Groß- und Kleinhettstedt, den heute Wüsten Orten Osthofen und Barchfeld und „Kinigrorsdorf“, der heutigen Klunkermühle. Er lag damals an der Ilmquerung einer Handelsstraße. Davon zeugen heute noch die gepflasterte Furt und die romanische Steinbogenbrücke südlich des Ortes.
Bis zum Jahr 1920 gehörte Großhettstedt zur Oberherrschaft des Fürstentums bzw. Freistaats Schwarzburg-Rudolstadt (Amt Stadtilm). Danach wurde das Land Thüringen gegründet und Großhettstedt dem Landkreis Arnstadt zugeordnet. Am 14. Juli 1961 bildete die Gemeinde Großhettstedt zusammen mit der Nachbargemeinde Kleinhettstedt die neue Gemeinde Hettstedt, die am 27. September 1973 mit der Gemeinde Dienstedt zusammen die neue Gemeinde Dienstedt-Hettstedt bildete, die wiederum am 1. Juni 1996 in die Gemeinde Ilmtal eingegliedert wurde. Heute bilden Groß- und Kleinhettstedt jeweils selbstständige Ortsteile der Stadt Stadtilm.

## Kirche
Dorfkirche Großhettstedt

## Wirtschaft und Infrastruktur
Großhettstedt ist ein landwirtschaftlich geprägter Ort. Viele Einwohner finden heute auch in den Unternehmen im nahegelegenen Stadtilm Arbeit. In Ortsmitte liegt ein alter Vierseithof mit einer Wassermühle, die von einem Mühlbach betrieben wird, der etwa 500 m flussaufwärts von der Ilm abzweigt.
Großhettstedt liegt an der Landesstraße 3087 Ilmenau–Bad Berka, einem früheren Teilstück der B 87. Außerdem gibt es noch eine Kreisstraße (K 8) über Kleinhettstedt weiter nach Döllstedt. Südlich am Ort vorbei verläuft der Ilmtal-Radweg. Der nächste Bahnanschluss befindet sich in Stadtilm (Strecke Erfurt–Saalfeld).

## Persönlichkeiten
- Volckmar Frobenius (* um 1490 in Großhettstedt; † um 1551/52 in Stadtilm), Reformator
- Hermann Wächter (* 1876 in Großhettstedt; † 1954 in Gera), Politiker